# Žďár nad Metují
Žďár nad Metují (do 31. října 1993 Žďár, německy Brand an der Mettau) je obec v okrese Náchod v Královéhradeckém kraji. Žije zde 654 obyvatel.

## Historie
Historie obce začíná ve 13. století, kdy obec osidlovali benediktýni, avšak první písemná zmínka o obci pochází z roku 1406.

## Obyvatelstvo
| Rok            | 1869 | 1880 | 1890 | 1900 | 1910 | 1921 | 1930 | 1950 | 1961 | 1970 | 1980 | 1991 | 2001 | 2011 | 2021 |
| -------------- | ---- | ---- | ---- | ---- | ---- | ---- | ---- | ---- | ---- | ---- | ---- | ---- | ---- | ---- | ---- |
| Počet obyvatel | 695  | 752  | 743  | 694  | 712  | 632  | 631  | 471  | 493  | 493  | 492  | 454  | 487  | 634  | 626  |
| Počet domů     | 105  | 115  | 116  | 118  | 138  | 121  | 132  | 143  | 139  | 139  | 126  | 160  | 169  | 212  | 221  |

## Obecní správa
V letech 1850–1889 k obci patřil Maršov nad Metují.

### Obecní symboly
Znak a vlajka byly obci uděleny rozhodnutím předsedy Poslanecké sněmovny Parlamentu České republiky dne 29. května 2007.

## Pamětihodnosti
- Hrad Vlčinec, zřícenina
- Modlitebna
- sousoší Kristus na Hoře Olivetské[8]
- Stolová hora Ostaš
  - Přírodní rezervace Ostaš
  - Přírodní památka Kočičí skály
  - Památný strom Husitská lípa na Ostaši